# Черкаська дитяча музична школа № 3
Черка́ська дитяча музична школа № 3 — позашкільний навчальний заклад в місті Черкаси, одна з чотирьох музичних шкіл міста.
У 2009 році учневі школи Данилу Драчову було призначено стипендію міського голови «За високі досягнення в музиці». Він неодноразово ставав переможцем обласних конкурсів та дипломантом Всеукраїнського фестивалю дитячого та юнацького виконавського мистецтва «Акорди Хортиці».